# Dyscia integeraria
Dyscia integeraria là một loài bướm đêm trong họ Geometridae.